# Aceite de tomillo

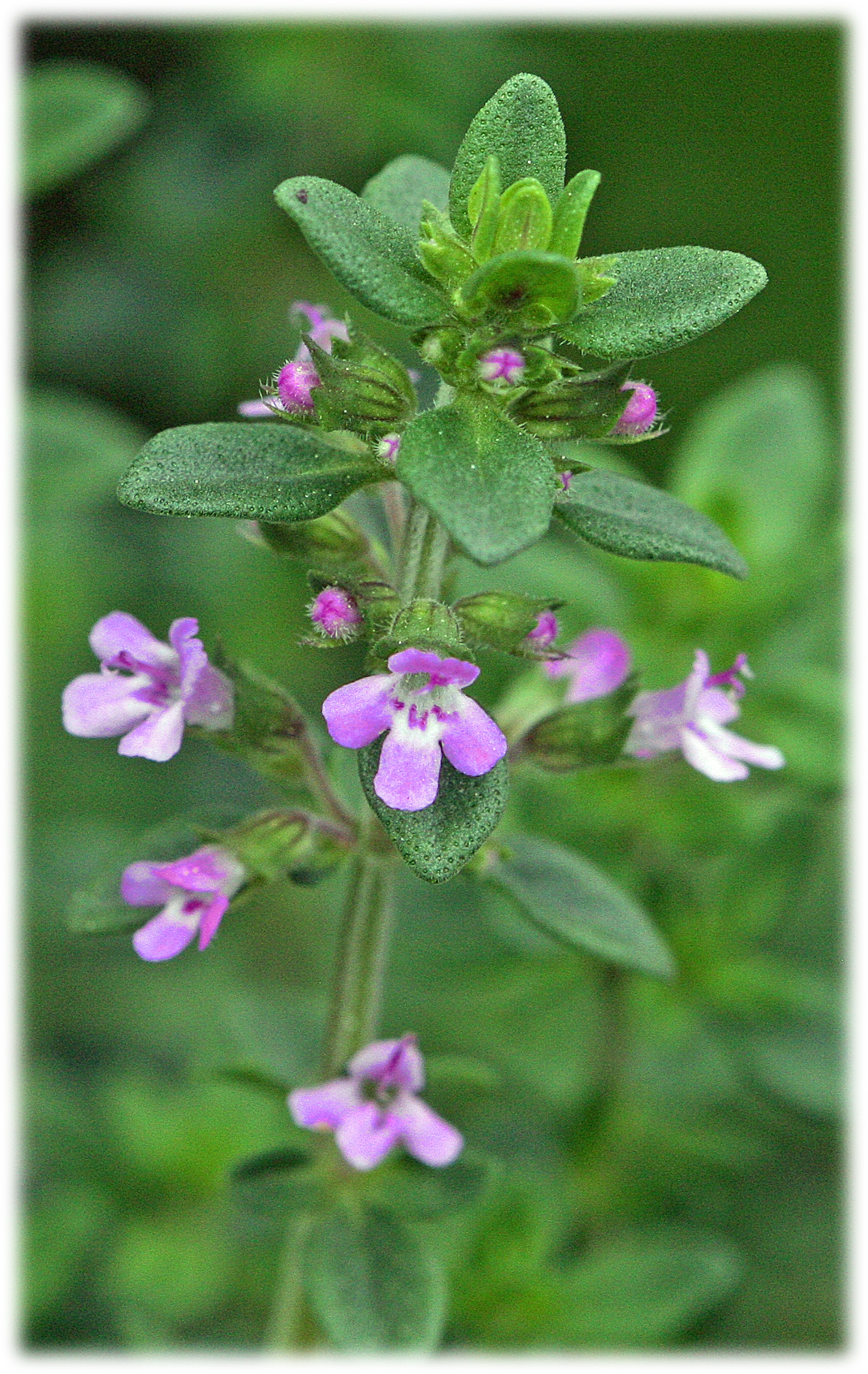
Tomillo floreciendo.

El aceite de tomillo es un aceite esencial que se obtiene destilando las sumidades floridas del tomillo vulgar (thymus vulgaris). 
Es de color amarillo claro, muy odorífero, de sabor acre. Por el reposo produce cristales análogos al alcanfor. Se usa en perfumería.